# Campionat del Món d'atletisme de 1983 - 200 metres masculins
Els 200 metres masculins al Campionat del Món d'atletisme de 1983 van tenir lloc a l'estadi Olímpic de Hèlsinki els dies 12, 13 i 14 d'agost.
57 atletes van participar en les vuit sèries classificatòries. Calvin Smith, dels Estats Units, va guanyar la medalla d'or, sis dies després d'aconseguir l'argent a la prova dels 100 metres.

## Medallistes
| Or     | Calvin Smith Estats Units (USA) |
| Argent | Elliott Quow Estats Units (USA) |
| Bronze | Pietro Mennea Itàlia (ITA)      |

## Rècords
| Rècords abans del Campionat del Món d'atletisme de 1983     | Rècords abans del Campionat del Món d'atletisme de 1983 | Rècords abans del Campionat del Món d'atletisme de 1983 | Rècords abans del Campionat del Món d'atletisme de 1983 | Rècords abans del Campionat del Món d'atletisme de 1983 |
| ----------------------------------------------------------- | ------------------------------------------------------- | ------------------------------------------------------- | ------------------------------------------------------- | ------------------------------------------------------- |
| Rècord del Món                                              | Pietro Mennea (ITA)                                     | 19.72                                                   | 12 de setembre de 1972                                  | Ciutat de Mèxic, Mèxic                                  |
| Rècord del Campionat                                        | Nova prova                                              | Nova prova                                              | Nova prova                                              | Nova prova                                              |
| Rècords establerts al Campionat del Món d'atletisme de 1983 |                                                         |                                                         |                                                         |                                                         |
| Rècord del Campionat                                        | Calvin Smith (USA)                                      | 20.14                                                   | 14 d'agost de 1983                                      | Hèlsinki, Finlàndia                                     |

## Resultats

### Final
La final va tenir lloc el 14 d'agost. El vent va ser d'1,2 m/s.
| Pos.              | Atleta                      | Temps |
| ----------------- | --------------------------- | ----- |
| Medalla d'or      | Calvin Smith (USA)          | 20.14 |
| Medalla de plata  | Elliott Quow (USA)          | 20.41 |
| Medalla de bronze | Pietro Mennea (ITA)         | 20.51 |
| 4.                | Allan Wells (GBR)           | 20.52 |
| 5.                | Frank Emmelmann (GDR)       | 20.55 |
| 6.                | Innocent Egbunike (NGR)     | 20.63 |
| 7.                | Carlo Simionato (ITA)       | 20.69 |
| 8.                | João Batista da Silva (BRA) | 20.80 |

### Semifinals
Les semifinals van tenir lloc el 13 d'agost. Els quatre primers atletes de cada semifinal avançaven a la final.
| Pos. | Atleta                      | Temps |
| ---- | --------------------------- | ----- |
| 1.   | João Batista da Silva (BRA) | 20.56 |
| 2.   | Frank Emmelmann (GDR)       | 20.63 |
| 3.   | Pietro Mennea (ITA)         | 20.68 |
| 4.   | Elliott Quow (USA)          | 20.69 |
| 5.   | Cameron Sharp (GBR)         | 20.69 |
| 6.   | Desai Williams (CAN)        | 20.71 |
| 7.   | Leroy Reid (JAM)            | 20.89 |
| 8.   | Sergey Sokolov (URS)        | 20.89 |

| Pos. | Atleta                        | Temps |
| ---- | ----------------------------- | ----- |
| 1.   | Calvin Smith (USA)            | 20.29 |
| 2.   | Carlo Simionato (ITA)         | 20.60 |
| 3.   | Innocent Egbunike (NGR)       | 20.63 |
| 4.   | Allan Wells (GBR)             | 20.63 |
| 5.   | Vladimir Muravyov (URS)       | 20.71 |
| 6.   | Jean-Jacques Boussemart (FRA) | 20.76 |
| 7.   | Bruce Frayne (AUS)            | 20.94 |
| 8.   | Boubacar Diallo (SEN)         | 20.96 |

### Quarts de final
Els quarts de final van tenir lloc el 12 d'agost. Els quatre primers atletes de cada sèries avançaven a les semifinals.
| Pos. | Atleta                        | Temps |
| ---- | ----------------------------- | ----- |
| 1.   | Calvin Smith (USA)            | 20.60 |
| 2.   | João Batista da Silva (BRA)   | 20.65 |
| 3.   | Allan Wells (GBR)             | 20.81 |
| 4.   | Jean-Jacques Boussemart (FRA) | 20.86 |
| 5.   | Angel Heras (ESP)             | 21.25 |
| 6.   | Earl Haley (GUY)              | 21.39 |
| 7.   | Luis Schneider (CHI)          | 21.39 |
|      | Jae-Keun Chang (KOR)          | DNS   |

| Pos. | Atleta                      | Temps |
| ---- | --------------------------- | ----- |
| 1.   | Carlo Simionato (ITA)       | 20.75 |
| 2.   | Desai Williams (CAN)        | 20.87 |
| 3.   | Boubacar Diallo (SEN)       | 20.97 |
| 4.   | Cameron Sharp (GBR)         | 20.99 |
| 5.   | Patrick Barré (FRA)         | 21.12 |
| 6.   | Paul Narracott (AUS)        | 21.34 |
| 7.   | Alfred Nyambane (KEN)       | 21.55 |
| 8.   | Christopher Madzokere (ZIM) | 21.55 |

| Pos. | Atleta                       | Temps |
| ---- | ---------------------------- | ----- |
| 1.   | Frank Emmelmann (GDR)        | 20.78 |
| 2.   | Leroy Reid (JAM)             | 20.88 |
| 3.   | Innocent Egbunike (NGR)      | 20.91 |
| 4.   | Sergey Sokolov (URS)         | 20.93 |
| 5.   | Atlee Mahorn (CAN)           | 21.13 |
| 6.   | Christopher Brathwaite (TRI) | 21.14 |
| 7.   | Andreas Rizzi (FRG)          | 21.37 |
| 8.   | István Nagy (HUN)            | 21.52 |

| Pos. | Atleta                  | Temps |
| ---- | ----------------------- | ----- |
| 1.   | Pietro Mennea (ITA)     | 20.68 |
| 2.   | Vladimir Muravyov (URS) | 20.70 |
| 3.   | Elliott Quow (USA)      | 20.80 |
| 4.   | Bruce Frayne (AUS)      | 20.97 |
| 5.   | Luke Watson (GBR)       | 20.99 |
| 6.   | Roland Jokl (AUT)       | 21.24 |
| 7.   | Neville Hodge (ISV)     | 21.38 |
|      | Hector Daley (PAN)      | DNS   |

### Sèries classificatòries
Va haver 8 sèries classificatòries, que van tenir lloc el 12 d'agost. Els tres primers atletes de cada sèrie i els vuit millors temps avançaven als quarts de final.
| Pos. | Atleta                       | Temps |
| ---- | ---------------------------- | ----- |
| 1.   | Frank Emmelmann (GDR)        | 20.95 |
| 2.   | Cameron Sharp (GBR)          | 21.07 |
| 3.   | Bruce Frayne (AUS)           | 21.15 |
| 4.   | Christopher Brathwaite (TRI) | 21.24 |
| 5.   | Hector Daley (PAN)           | 21.49 |
| 6.   | Earl Haley (GUY)             | 21.55 |
| 7.   | Moussa Savadogo (MLI)        | 22.33 |
| 8.   | Awudu Nuhu (GHA)             | 22.93 |

| Pos. | Atleta                         | Temps |
| ---- | ------------------------------ | ----- |
| 1.   | Pietro Mennea (ITA)            | 20.80 |
| 2.   | Sergey Sokolov (URS)           | 20.94 |
| 3.   | Paul Narracott (AUS)           | 21.08 |
| 4.   | Luis Schneider (CHI)           | 21.23 |
| 5.   | Giorgio Mautiño Batuello (PER) | 21.78 |
| 6.   | Hoa Nguyen Truong (VIE)        | 22.68 |
| 7.   | Gervais Kirolo (CAF)           | 23.10 |

| Pos. | Atleta                      | Temps |
| ---- | --------------------------- | ----- |
| 1.   | João Batista da Silva (BRA) | 20.93 |
| 2.   | Vladimir Muravyov (URS)     | 21.12 |
| 3.   | Desai Williams (CAN)        | 21.36 |
| 4.   | Mohamed Yudi Purnomo (INA)  | 21.88 |
| 5.   | Joseph Leota (WSM)          | 22.33 |
| 6.   | Nagib Salem Ahmed (YEM)     | 23.22 |
| 7.   | Colin Bradford (JAM)        | 24.15 |

| Pos. | Atleta                | Temps |
| ---- | --------------------- | ----- |
| 1.   | Carlo Simionato (ITA) | 20.76 |
| 2.   | Elliott Quow (USA)    | 21.01 |
| 3.   | Atlee Mahorn (CAN)    | 21.14 |
| 4.   | Ángel Heras (ESP)     | 21.29 |
| 5.   | Roland Jokl (AUT)     | 21.30 |
| 6.   | David Sawyerr (SLE)   | 22.23 |
| 7.   | John Albertie (LCA)   | 22.53 |

| Pos. | Atleta                      | Temps |
| ---- | --------------------------- | ----- |
| 1.   | Allan Wells (GBR)           | 21.14 |
| 2.   | Boubacar Diallo (SEN)       | 21.17 |
| 3.   | Christopher Madzokere (ZIM) | 21.68 |
| 4.   | Dean Greenaway (IVB)        | 22.24 |
|      | Juan Núñez (DOM)            | DNS   |
|      | Pierfrancesco Pavoni (ITA)  | DNS   |
|      | Tony Sharpe (CAN)           | DNS   |

| Pos. | Atleta               | Temps |
| ---- | -------------------- | ----- |
| 1.   | Calvin Smith (USA)   | 21.10 |
| 2.   | Leroy Reid (JAM)     | 21.13 |
| 3.   | Patrick Barré (FRA)  | 21.34 |
| 4.   | Jae-Keun Chang (KOR) | 21.39 |
| 5.   | Gustavo Capart (ARG) | 21.66 |
| 6.   | Rubén Inácio (ANG)   | 22.33 |
| 7.   | Trevor Davis (AIA)   | 22.80 |

| Pos. | Atleta                  | Temps |
| ---- | ----------------------- | ----- |
| 1.   | Innocent Egbunike (NGR) | 21.28 |
| 2.   | István Nagy (HUN)       | 21.50 |
| 3.   | Andreas Rizzi (FRG)     | 21.51 |
| 4.   | Oumar Fye (GAM)         | 22.30 |
| 5.   | Sikendar Iqbal (PAK)    | 22.91 |
|      | Peni Bati (FIJ)         | DNS   |
|      | Don Quarrie (JAM)       | DNS   |

| Pos. | Atleta                        | Temps |
| ---- | ----------------------------- | ----- |
| 1.   | Jean-Jacques Boussemart (FRA) | 20.99 |
| 2.   | Luke Watson (GBR)             | 21.20 |
| 3.   | Alfred Nyambane (KEN)         | 21.21 |
| 4.   | Neville Hodge (ISV)           | 21.38 |
| 5.   | Larry Myricks (USA)           | 21.74 |
| 6.   | Georges Taniel (VAN)          | 22.28 |
| 7.   | José Flores (HON)             | 22.94 |